# 鲁有脚
鲁有脚是金庸小说《射鵰英雄傳》及《神鵰俠侶》中的人物，原來為丐幫污衣派長老，後名義上成為丐幫第二十代帮主。資質平庸，武功平平，暴燥魯莽，但個性忠誠可靠，處事有方，上受洪七公和黃蓉倚重，下獲丐幫弟子愛戴。為協助郭靖、黃蓉鎮守襄陽城的主力之一，最後被企圖陰謀篡位的霍都殺害。
鲁有脚臉色黝黑，天資愚鲁，憨厚重義。
登場回數:(射)27-28,36-38,(神)11-14,20-24,36

## 概述
在洪七公擔任丐幫幫主的年代升任長老，是當時四大長老中唯一一位「污衣派」，為人忠直，但武功不高。
是丐帮长老中最支持郭靖及黄蓉的一个，敬重他们二人是洪七公的嫡傳弟子，又感激他们在轩辕台（即岳州丐幫大會舉行地點）上揭破杨康勾结「净衣派」通敌金国的阴谋，而郭靖及黄蓉也对他十分信赖。
後來郭靖、黄蓉因桃花島上江南五怪被殺一事使他們由情侶反目成仇，在經過醉仙樓群雄大戰以及鐵槍廟諸事發生後，靖、蓉二人失散長達半年。黄蓉打聽到愚笨的郭靖遠征在外应付不了军务，于是派鲁有脚和简长老率领千餘帮众来助郭靖，鲁有脚隨侍在侧，郭靖遇到疑难，他便出去暗中告诉黄蓉，再把黄蓉的妙计当是自己主意提出，最后郭靖恍然是黄蓉暗地里协助他，魯有腳與一眾丐幫弟子更助郭靖與黃蓉在西域初冬時節於禿木峰頂重逢。
在《神雕侠侣》中，在黃蓉隱居桃花島期間代理黃蓉處理幫務，猶如黃蓉代言人，期間把丐幫打理得井井有條，賞罰分明，積下不少威望，為日後接任幫主提供基礎。大約二十年後黃蓉因為要和丈夫郭靖一起助守襄陽以抵抗蒙古大軍侵略而分身不下宣佈退位，為了更好調動丐幫弟子抗蒙，黃蓉便安作為親信魯有腳當選成為新任幫主，但魯有腳只是協管一些丐幫日常幫務，實權仍由黃蓉把持，魯有腳的職權和地位並沒太大變化，只是頭銜稍為改變，面見黃蓉面見黃蓉仍然要稱呼一聲「黃幫主」，大事上亦由黃蓉作主，江湖上和丐幫仍有很多人把黃蓉當作丐幫領頭人，較忽視魯有腳，這從郭芙、武氏兄弟鄙視魯有腳的態度可反映。然而，魯有腳名義上也是幫主，黄蓉便按老規矩親授「打狗棒法」，不過鲁有脚資質魯鈍且年纪大，所以学得慢又不全，卻反而被楊過偷聽和領悟到口訣大意，由於他曾受到洪七公和歐陽鋒指導棒法招式，使他得以結合兩者且在陸家庄的比武大會上使出來。之後，魯有腳一直率領丐幫弟子協助郭靖、黃蓉鎖守襄陽，與宋軍成為襄陽城中兩大主力，多次力戰並擊退蒙古軍，取得佳績。
最終魯有腳被霍都暗殺，並被搶去幫主的象徵「打狗棒」。後來在楊過及他的好友幫助下，得以於丐幫大會中揭破霍都化名何師我且意圖成為幫主的陰謀，並為魯有腳復仇。
| 前任： 第十九代幫主 黃蓉 | 丐幫 第二十代幫主 | 繼任： 第二十一代幫主 耶律齊 |